# Роза Мира
«Ро́за Ми́ра» — религиозно-мистическое произведение Д. Л. Андреева, основанное на его мистических озарениях во Владимирской тюрьме. Книга создавалась долгие годы и была закончена в октябре 1958 года. До первой легальной публикации (1991) распространялась в самиздате.

## Содержание
По оценке Г. Померанца, книга Даниила Андреева не имеет точных соответствий в мистической и визионерской литературе, её ближайшими аналогами являются «Божественная комедия» Данте и «Хождение Богородицы по мукам», но мифологическая, культурологическая и философская система Андреева не замыкаются на систему одного вероучения. Основой мировоззрения Андреева было «новое религиозное сознание» начала XX века, мистические искания Блока, Белого, Волошина. В основе — это поэтический текст, которому свойственна «непосредственность видения», а не богословская обдуманность. О. Дашевская определяет жанр «Розы Мира» как метафилософский трактат, который, в первую очередь, должен изучаться филологами, поскольку является частью литературных процессов 1930—1950 годов, имея мощную философско-эстетическую подоплеку. Ключевой категорией книги является миф, поскольку по природе своей книга Андреева — авторская мифология нового времени, в котором переосмыслено всё предшествующее мифотворчество. Миф «Розы Мира» одновременно космогонический и эсхатологический, представляет собой связную, систематизированную метамифологию с разветвленной цепью персонажей и понятий.
Вселенная представлена в трактате многослойной, срединный слой которой — обиталище человечества — именуется Энрофом. Д. Андреев приложил к своему трактату список из 54 основных понятий и широко пользовался неологизмами, происхождение которых ещё практически не исследовалось. По определению А. Грицанова, «экстравагантные категориально-понятийные ряды, присущие построениям Андреева, объяснялись им стремлением воспроизвести в спектре традиционного звукоряда те необычные наименования, которые были восприняты духовным слухом». Над средним миром возвышаются Миры Просветления, вниз ведут тяжёлые миры Возмездия. Создаваемая каждым народом культура связана с силами Света, но в земном выражении подвержена воздействию тёмных сил, в особенности демонов государственности. Над Россией земной возвышается Россия Небесная, имя её соборной души — Навна; демон великодержавной государственности — Жругр. Жизнь Вселенной представляет собой постоянную борьбу божественных сил Добра и Света с обречёнными на поражение Злом и Тьмой. История человечества — это проекция взаимодействия существ, населяющих светлые и тёмные миры. Особую роль в мистерии становления человечества играют люди искусства, которые являются вестниками, связующими силы Света с Энрофом (материальной Вселенной естественных наук). Андреев утверждал, что его предшественниками в роли вестников являлись А. Пушкин, А. Блок, Ф. Достоевский, Вл. Соловьёв и особенно М. Лермонтов; все они обладали даром «созерцания космических панорам и метаисторических перспектив». Собственно, «Роза Мира» с его точки зрения — это грядущее объединившегося человечества, в котором государства будут заменены Братствами, а также его религия, которая просветлит мир примерно в XXIV столетии.